# Dracma medicinal
La dracma medicinal és una unitat de mesura de massa, emprada antigament pels apotecaris espanyols. Encara que el terme dracma té gènere variable, la dracma medicinal sempre s'usa en femení. Pesava 3,5944 grams i equivalia a:
- 72 grans
- 3 escrúpols

D'aquesta manera:
- 8 dracmes = 1 unça medicinal
- 96 dracmes = 1 lliura medicinal

No s'ha de confondre amb la dracma farmacèutica ( Dram Apothecary  en anglès)-ja obsolet-, una unitat de massa emprada antigament pels farmacèutics anglesos, i equivalia a 3,8879346 grams, a més de:
- 60 grans
- 3 escrúpols
- 0,125 unces farmacèutiques
- 0,0104166666666666 lliures farmacèutiques

## Les dracmes en el mesurament de masses i en joieria
La dracma avoirdupois és una unitat de massa imperial. Equival a 1,7718451953125 gram si també a:
- 27,343749999961 grans (arrodonit a 27,34375 grans)
- 0,062499999999912 unces avoirdupois (arrodonit a 0,0625 unces avoirdupois)
- 0,0039062499999945 lliures avoirdupois (arrodonit a 0,00390625 lliures avoirdupois)

La dracma troy, usat en joieria, equival a 3,8879346 grams i també a:
- 60 grans
- 2,5 pennyweights
- 0,125 unces troy
- 0,0104166666666666 lliures troy